# August Rauschenbusch

August Rauschenbusch

Karl August Heinrich Rauschenbusch (* 13. Februar 1816 in Altena; † 5. Dezember 1899 in Wandsbek) war ein deutscher baptistischer Theologe, der seinerzeit in den USA und in Deutschland zu den führenden Persönlichkeiten innerhalb seiner Freikirche gehörte.

## Leben
August Rauschenbusch entstammte einer evangelischen Pfarrerfamilie. Sein Vater war August Ernst Rauschenbusch (1778–1840), Pastor der evangelisch-lutherischen Gemeinde Altena. Rauschenbuschs Mutter Karoline Theodore Schniewind war Tochter des kaiserlichen Freigräven Heinrich Wilhelm Schniewind, des letzten westfälischen Freigräven.
Bereits als sechsjähriges Kind begann Rauschenbusch unter der Anleitung seines Vaters die lateinische Sprache zu erlernen. Ein Jahr später erwarb er erste Kenntnisse der französischen Sprache, der dann das Altgriechische folgte. Seine schulische Ausbildung erhielt er zunächst in Altena; als 15-Jähriger wechselte er in die Prima des Elberfelder Gymnasiums, das er 1833 mit dem Zeugnis der Reife verließ. Nach einer kurzen Zeit als Hilfs- und Hauslehrer in Altena und Unna immatrikulierte sich Rauschenbusch 1834 an der Theologischen Fakultät der Universität Berlin, die er bis 1836 besuchte. Sein wichtigster Lehrer dort war August Neander.
Als zwanzigjähriger Mann erlebte August Rauschenbusch eine innere Bekehrung. Er wechselte 1837 an die Bonner Universität, studierte unter anderem bei Carl Immanuel Nitzsch und legte 1841 das kirchliche Examen ab. Ein Jahr später wurde er Pastor in der Gemeinde seines Vaters. In diese Zeit fällt auch die Gründung des westfälischen Enthaltsamkeitsvereins, an der Rauschenbusch maßgeblich mitwirkte.
1846 wanderte er in die Vereinigten Staaten aus, um sich der Seelsorge an deutschstämmigen Amerikanern zu widmen. Er arbeitete als deutschsprachiger Sekretär der American Tract Society und Herausgeber der Zeitschrift Amerikanischer Botschafter. Kontakte zu Baptisten führten dazu, dass Rauschenbusch 1850 im Mississippi-Strom die Gläubigentaufe empfing und Prediger mehrerer deutsch- und englischsprachiger Baptistenkirchen in New York und St. Louis wurde. Eine längere Missionsreise führte ihn nach Australien, wo durch seinen Dienst viele neue Baptistengemeinden entstanden.
1858 erfolgte die Berufung zum Dozenten am Theologischen Seminar in Rochester. Seine neue Aufgabe bestand unter anderem in der Leitung dessen deutschsprachiger Abteilung. Neben seinem Lehramt entfaltete er eine rege schriftstellerische Tätigkeit und gab mehrere christliche Periodika heraus.
Nachdem Rauschenbusch bereits 1888 für einige Monate in der Baptistengemeinde Frankfurt am Main gearbeitet hatte, kehrte er 1890 endgültig nach Deutschland zurück. Bis 1892 versah er den Pastorendienst in der Gemeinde Wiesbaden, danach wirkte er bis 1895 noch einmal in Frankfurt. Im Anschluss daran folgte er einer Berufung an das Predigerseminar in Hamburg.

## Familie

Emma und Walther Rauschenbusch

August Rauschenbach heiratete am 14. September 1854 in Schiltigheim seine ehemalige Konfirmandin Karoline Rump. Aus der Ehe gingen vier Kinder hervor:
- Frida (1855–1934), Publizistin und Leiterin der baptistischen Frauenarbeit in Deutschland
- Winfrid (1857–1858), verstarb an der Ruhr
- Emma (1859–1940), Schriftstellerin und Ehefrau des Indienmissionars John Everett Clough (1836–1910)
- Walt(h)er (1861–1918), Theologe und Begründer des Social Gospel; dessen Tochter Winifred Rorty, geb. Raushenbush,  war die Mutter des amerikanischen Philosophen Richard Rorty.

## Bedeutung
Rauschenbusch – so sein Biograph Frank Fornaçon – prägte wie kein anderer seiner Generation den deutschen Baptismus beiderseits des Atlantiks. Vor allem durch seine schriftstellerische Arbeit nahm er großen Einfluss auf Theologie und Verkündigung der deutschsprachigen Baptistenpastoren. Als Mitherausgeber zweier Gesangbücher (Glaubensharfe, Glaubensstimme für die Gemeinden des Herrn (1894)) gab er auch entscheidende Impulse für die Gemeindefrömmigkeit und Gottesdienste.

## Werke (Auswahl)
- Adolf Clarenbachs und Peter Fleisteden's Märtyrerthum, wie dieselben am 28. Sept. 1529 zu Cöln verbrannt sind. 2. Aufl., Scherz, Schwelm 1845. Digitalisierte Ausgabe der Universitäts- und Landesbibliothek Düsseldorf.
- Beschreibung einer Seereise von Bremen nach New York, Altona 1847.
- Einige Anweisungen für Auswanderer nach den westlichen Staaten von Nordamerika und Reisebilder, Elberfeld und Iserlohn 1848.
- Die Nacht des Westens. Eine Schilderung bürgerliche und geistlicher Zustände in den westlichen Staaten Nord-Amerikas, Barmen 1847.
- Die Entstehung der Kindertaufe, der Kirchen- und Weltgeschichte gemäß, Hamburg 1897.
- Biblische Frauenbilder zur Erbauung. Belehrung christlicher Frauen und Jungfrauen, Frankfurt am Main 1897.
- Die Entstehung der Kindertaufe im dritten Jahrhundert n. Chr. und die Wiedereinführung der biblischen Taufe im siebzehnten Jahrhundert n.Chr. der Kirchen- und Weltgeschichte gemäß dargelegt von A.Rauschenbusch, früher Professor am Prediger-Seminar der Baptisten zu Rochester in Nord-Amerika. Zweite sehr vermehrte Aufl., Hamburg 1898.
- Lebensgeschichte von Roger Williams, erstem Baptistenprediger in Nord-Amerika und Gründer des Staates Rhode Island, Hamburg 1898.
- Handbüchlein der Homiletik für freikirchliche Prediger und Stadtmissionare, Cassel 1899.